# Alfredo Pitta
Alfredo Pitta (Lucera, 27 febbraio 1875 – Roma, 24 novembre 1952) è stato un traduttore e scrittore italiano.

## Biografia
Alfredo Pitta, noto anche con lo pseudonimo di Norman Charger, è stato uno scrittore che ha pubblicato con molte case editrici, tra cui Sonzogno, Mondadori e Nerbini, e anche traduttore di libri dall'inglese, dal francese, dall'inglese e dal russo.
Era figlio di un sarto, Agostino, e di una casalinga, Raffaela Loiacono, mentre suo fratello maggiore Gaetano fu il fondatore e direttore de “Il Foglietto”, giornale locale ad indirizzo socialista e libertario, ed il fratello Giovanni disegnatore e pittore.
Pitta fu massone del Grande Oriente d’Italia e della Serenissima Gran Loggia del Rito Simbolico fino al 19125, quando il Fascismo chiuse le logge.
Alfredo Pitta cominciò nel 1904 la sua carriera di giornalista e narratore, scrivendo racconti e novelle sul giornale diretto dal fratello Gaetano, su cui curava, con lo pseudonimo di Madonna Ginevrina, anche la rubrica Tratti di penna. Scrisse alcuni articoli anche per Critica Sociale. Trasferitosi a Roma, dove abitava anche il fratello, fu collaboratore e redattore per vari giornali tra cui Il Messaggero.
Scrisse 33 romanzi: L’anello di Vior e L’idolo di Rankanava nel filone della letteratura fantastica italiana; nel 1930 pubblicò L’asilo d’amore, La lampada d’amore, Una notte orrenda, La rosa rossa; nel 1931 Castelmalo, nel 1932 Ruhama, nel 1933 Le tredici colonne, nel 1934 La favorita del giustiziere, nel 1935 Goccia d’oro e I cinque falchi , nel 1936 L’albero della paura, La dama verde e Santajusta, nel 1937 La Scala Vermiglia e Il Liberatore, nel 1938 Il Cavaliere della chimera e Il triangolo dell’ABC, tra il 1939 ed il 1940 la trilogia del commissario Enderton, nel 1942 L’ultimo giullare, tra il 1940 e il 1945 La predizione, La figlia del sole, Fior di Sogno, La fontana malata, Mastro ventura, Tutte le stelle, La canzone del fiume, Tre luci nella notte, La Cattedrale di Sant’Io, Le tre fortune di Numeno. 
Il suo romanzo più conosciuto è Santajusta, ambientato tra il 1267 e il 1269 a Lucera, il suo paese natale, e ristampata nel 1954 e successivamente nel 2017.
Nel 1942 progettò un’enciclopedia popolare per l’editore Salani, in cui trattare gli argomenti "con molta sobrietà, in modo da dare un’idea precisa ma elementare della disciplina cui si riferiscono".
Molto fiorente fu anche la sua attività di traduttore di romanzi di autori francesi, inglesi, tedeschi e russi, come Joseph Conrad, Arthur Conan Doyle, Alessandro Dumas, August Maquet, Henryk Sienkiewicz, Pelhany Grenville Wodehouse, Edgar Wallace, Zane Grey. Ebbe anche il merito di tradurre autrici e autori meno conosciuti in Italia, come Emma Orczy, James Oliver Curwood, sir Henry Rider Haggard, Alfred Sabatini, Dennis Wheatley.
Pitta è noto per essere stato nel 1935 il primo traduttore dall’inglese all’italiano di Assassinio sull’Orient Express di Agatha Christie, per la collana I Libri Gialli Mondadori. 
Nel 1944 ha tradotto anche Quo vadis? di Henryk Sienkiewicz, trasposto nel 1951 nel celeberrimo colossal omonimo.